# Гражданская война в Сальвадоре
Гражданская война в Сальвадоре (исп. Guerra Civil de El Salvador) — война в Сальвадоре между правительством страны и партизанскими силами социалистической и коммунистической ориентации, объединёнными во Фронт национального освобождения имени Фарабундо Марти.
Гражданская война продолжалась с 1979 по 1992 год и завершилась заключением мирного соглашения, роспуском вооружённых формирований оппозиции и легализацией ФНОФМ, сокращением армии и переформированием полиции.

## Предпосылки к началу войны
В первой половине XX в. Сальвадор являлся аграрной страной с высокой плотностью населения. После второй мировой войны экономика Сальвадора долгое время развивалась устойчиво, главным образом за счёт экспортных отраслей сельского хозяйства и отчасти — обрабатывающей промышленности. В 1960—1978 гг. среднегодовые темпы роста ВВП немного превышали 5 %. Но летом 1969 года, после окончания войны с Гондурасом, страна оказалась в сложном положении: ценой военной победы стало осложнение дипломатических отношений с соседними странами (Организация Американских Государств осудила агрессию), экономические затруднения и необходимость репатриации на своей территории значительного количества беженцев.
Недовольство политикой правительства усиливалось, в октябре 1971 года был образован «Национальный союз оппозиции», в который вошли Христианско-демократическая партия, социал-демократическое «Национальное революционное движение» и связанный с коммунистами «Национальный демократический союз». «Национальный союз оппозиции» выдвинул на президентских выборах 1972 года кандидатом в президенты христианского демократа Хосе Наполеона Дуарте, а в вице-президенты — социал-демократа Гильермо Унго. Однако на выборах, сопровождавшихся многочисленными нарушениями, победил представитель консерваторов, полковник Артуро Армандо Молина, набравший по официальным данным 43,4 %. Кандидат «Национального союза оппозиции» христианский демократ Хосе Наполеона Дуарте получил 42,1%. Это вызвало острый политический кризис и попытку вооружённого переворота, предпринятую 25 февраля 1972 года группой молодых офицеров (бои в столице продолжались 18 часов).
На президентских выборах в феврале 1977 года победителем был объявлен генерал Карлос Умберто Ромеро. Наблюдателями были отмечены массовые нарушения, «Национальный союз оппозиции» и его кандидат полковник Кларамонт обвинили власти в фальсификации выборов. Это вызвало взрыв негодования в обществе, 21 февраля 1977 года была объявлена всеобщая стачка, которая продолжалась до 25 февраля 1977 года и была разогнана войсками.
15 октября 1979 г. в результате переворота к власти в стране пришла Революционная правительственная хунта (Junta Revolucionaria de Gobierno) в составе двух армейских офицеров (Адольфо Махано и Хайме Абдул Гутьеррес) и трёх политиков, выступивших с программой проведения аграрной реформы, национализации банков, запрета деятельности частных военизированных формирований, роспуска крайне правого проправительственного ополчения ORDEN. Но из-за внутренних противоречий новое правительство работало неэффективно и уже 5 января 1980 г. трое гражданских политиков вышли из его состава. Вместо них, в феврале-марте 1980 года в состав хунты вошли представители Христианско-демократической партии Хосе Антонио Моралес Эрлих и Хосе Наполеон Дуарте, лидер Христианско-демократической партии, а в политике правительства произошёл «дрейф вправо».

### Фронт национального освобождения имени Фарабундо Марти
В декабре 1979 года было заключено соглашение о создании координационного центра, в который вошли представители трёх революционных организаций: «Народные силы освобождения имени Фарабундо Марти» (FPL), «Вооружённые силы национального сопротивления» и Коммунистической партии Сальвадора. Договорившись о единстве действий, каждая из трёх организаций оставалась независимой. В январе 1980 года к соглашению присоединилась также «Революционная партия Сальвадора — Революционная армия народа». Совместно ими была разработана программная платформа будущего революционного правительства страны, а согласование позиций по основным вопросам военного, политического, национального и международного характера позволило создать в январе 1980 года "Революционный координационный комитет", на основе которого к маю 1980 года было создано общее военное командование (Объединённое революционное руководство).
11 октября 1980 года был создан единый Фронт национального освобождения имени Фарабундо Марти, в состав которого вошли пять революционных организаций социалистической и коммунистической ориентации:
- Народные силы освобождения имени Фарабундо Марти (FPL), вооружённые формирования: EPL (Ejército Popular de Liberacion)
- Революционная партия Сальвадора (PRS, Partido de la Revolución Salvadoreña), вооружённые формирования: «Революционная армия народа» (ERP, Ejército Revolucionario del Pueblo),
- Национальное Сопротивление (RN), вооружённые формирования: «Вооружённые силы национального сопротивления» (RN-FARN, Fuerzas Armadas de la Resistencia Nacional)
- Коммунистическая партия Сальвадора (PCS), вооружённые формирования: «Вооружённые силы освобождения» (FAL, Fuerzas Armadas de Liberación)
- Революционная партия трудящихся Центральной Америки (PRTC) вооружённые формирования: ERTC (Ejército Revolucionario de los Trabajadores Centroamericanos)

На раннем этапе лидером движения являлся Сальвадор Каэтано Карпио, а после его самоубийства 12 апреля 1983 г. — Хоакин Вильялобос, лидер ERP.

### Эскадроны смерти
В это же время в стране активизировалась деятельность военизированных ультраправых групп, которые целенаправленно формировались с 1960-х годов по инициативе генерала Хосе Альберто Медрано. Ведущим организатором «эскадронов смерти», в том числе Союза белых воинов и транснациональной гватемальско-сальвадорской структуры Секретная антикоммунистическая армия, выступал отставной майор военной разведки Роберто д’Обюссон, впоследствии основатель крайне правых политических сил — организации Национальный широкий фронт (FAN) и партии Националистический республиканский альянс (ARENA). Активную поддержку д’Обюссону оказывали представители бизнеса, особенно аграрного, и праворадикальной интеллигенции, организованные в Сальвадорское националистическое движение — Рикардо Вальдивьесо, Альфредо Мена Лагос, Армандо Кальдерон Соль, Эрнесто Панама Сандоваль и другие.
24 марта 1980 года во время проповеди в кафедральном соборе Сан-Сальвадора снайпером «эскадронов смерти» был застрелен католический архиепископ Сан-Сальвадора Оскар Арнульфо Ромеро, выступавший против эскалации насилия. Убийцы остались формально не установлены, но основное подозрение пало на боевиков д’Обюссона во главе с Эктором Антонио Регаладо (который ещё в середине 1970-х основал «эскадрон смерти» FAR, отличавшийся особой жестокостью). Следствием стала всеобщая 8-дневная забастовка, на похороны прибыли 45 глав католических церквей, пришли 100 тыс. человек. На улицах имели место случаи столкновения с полицейскими, но затем по собравшимся открыли огонь из правительственных зданий и началась паника — погибло от 42 до 100 человек, до 400 получили ранения и травмы.
В ноябре 1980 г. боевики «эскадронов смерти» убили шестерых руководителей Революционно-демократического фронта (Frente Democratico Revolucionario), включая его президента Энрике Альвареса Кордову; это событие поставило под сомнение возможность функционирования легальных организаций оппозиции.
2 декабря 1980 пять национальных гвардейцев похитили, изнасиловали и застрелили трёх американских монахинь и женщину-адвоката. 4 января 1981 два национальных гвардейца расстреляли в столичном отеле «Шератон» двух американских советников по проведению земельной реформы. Эти происшествия вызвали общественный резонанс в США, американская финансовая помощь правительству Сальвадора была временно уменьшена.

## Ход боевых действий
В ходе гражданской войны выделяют три основных периода: начальный этап (1980—1984); «война на истощение» (1985—1989) и мирные переговоры (1990—1992).

### 1980—1981
В ноябре 1980 отряды ФНОФМ перешли в наступление в департаменте Морасан и уже в конце ноября 1980 года сумели закрепиться в окрестностях вулкана Гуасапа, эта территория была объявлена «первой свободной зоной».
10.01.1981 подпольная радиостанция ФНОФМ передала в эфир приказ № 1 о начале всеобщего восстания. Бои начались на всей территории страны. Повстанцы заняли город Сакатеколуку (административный центр департамента Ла-Пас), город Сучитото в департаменте Кускатлан, окружили и блокировали правительственный гарнизон в городе Сан-Франциско-Готера (адм. центр департамента Морасан), во втором по величине городе страны — Санта-Ана часть правительственных войск перешла на сторону повстанцев, а их командир, подполковник Бруно Наваррете, по радио обратился к остальным военнослужащим с призывом следовать его примеру. 13.01.1981 в стране началась всеобщая забастовка, в которой приняли участие 200 тыс. человек. Наступление повстанцев продолжалось четыре дня, после чего в контрнаступление перешли правительственные силы.
Важное значение для развития событий имела смена власти в США: 4 ноября 1980 президентом был избран Рональд Рейган — однозначный сторонник военной помощи сальвадорскому правительству. 1 февраля 1981 посол Роберт Уайт — ориентированный на приоритет защиты прав человека, критик хунты и непримиримый противник «эскадронов смерти» — отозван и заменён Дином Хинтоном.
13 января 1981 правительством США было принято решение о неотложных поставках вооружения и военной техники в Сальвадор, к 17.01.1981 было поставлено вооружение на сумму 5 млн долларов: шесть вертолётов UH-1H (14.01.1981 они прибыли на авиабазу Илопанго), а также автоматы, гранатомёты и боеприпасы, одновременно был увеличен объём экономической помощи Сальвадору с 12,5 до 32,5 млн долларов США.
Повстанцы отступили, сосредоточив усилия на укреплении и удержании наиболее значимых для них позиций. Под контролем ФНОФМ остались города Вилья-эль-Росарио, Нуэво-Эден-де-Сан-Хуан, Сан-Антонио-де-Лос-Ранчос, ряд поселений в департаменте Ла-Унион. В начале марта 1981 отряды ФНОФМ атаковали гарнизон в деревне Аркатао (в 88 км от столицы), а затем установили контроль над городом Сан-Лоренцо и окружили город Чалатенанго.
После этого масштабное наступление предприняли правительственные войска.
19.07.1981 г. ФНОФМ начал ответное наступление на четырёх фронтах, продолжавшееся до середины августа. Повстанцы установили контроль над городками Гуакамайа и Хокайатике, разгромили гарнизоны в поселениях Перкин и Сан-Хосе Гауйабаль, атаковали Сан-Мигель и Усулутан.
26 августа 1981 года правительства Мексики и Франции признали ФНОФМ в качестве политической силы.
В сентябре 1981 года ФНОФМ нанёс поражение правительственным войскам в бою за город Сан-Августин.
10 октября 1981 года в департаменте Усулутан начала работу новая радиостанция ФНОФМ — «Радио Либертад».
В декабре 1981 года правительственные войска перешли в наступление в департаментах Морасан и Кабаньяс. В ответ, ФНОФМ провёл серию налётов по всей территории страны.
10.12.1981 — солдаты элитного аэромобильного батальона «Атлакатль», подготовленного американскими военными советниками, расстреляли несколько сотен мирных жителей в деревне Эль-Мозоте.

### 1982
27.01.1982 — шесть диверсантов ФНОФМ проникли на авиабазу Илопанго, уничтожив подрывными зарядами шесть вертолётов UH-1H, пять истребителей-бомбардировщиков MD.450 «Ураган» и три C-47, при взрыве ещё 7 самолётов и вертолётов получили повреждения.
В марте 1982 г. силы ФНОФМ предприняли наступление на Усулутан, после чего наступило временное затишье — до 5 июня 1982 года, когда силы ФНОФМ заняли город Перкин. Правительственные войска, выдвинутые на помощь этому гарнизону, попали в засаду и в сражении у горы Эль-Москардон потеряли до 250 человек. 12.06.1982 началось наступление ФНОФМ на севере страны, был атакован город Сан-Франциско-Готера, а также небольшой городок Осикала, расположенный на шоссе (в 20 км южнее занятого повстанцами города Перкин).
Чтобы исправить сложившееся положение, 17.06.1982 правительственные войска начали новое наступление в департаменте Морасан, в котором приняли участие шесть тысяч солдат.
22.06.1982 в Сан-Фернандо (в 10 км от Перкина) была разгромлена армейская колонна, потери составили 80 солдат убитыми и 43 пленными, в руки повстанцев попал заместитель министра обороны полковник Кастильо, 12 орудий и 170 единиц стрелкового оружия.
К середине 1982 года в стране определились три зоны — территория, контролируемая ФНОФМ, промежуточная «ничейная зона» и зона, находящаяся под контролем правительственных войск. Впрочем, эти зоны не имели чётких границ, которые изменялись в зависимости от действий регулярной армии и активности партизан.
9 октября 1982 года началась новая военная кампания ФНОФМ, основой которой стала организация засад и налётов силами мелких подразделений, диверсий и разрушения инфраструктуры. В 12 из 14 департаментов было совершено более 100 нападений на правительственные объекты, повстанцы блокировали движение по дорогам, подрывали мосты, уничтожали запасы топлива, линии связи, электроснабжение. Без электричества остались департаменты Сан-Висенте, Кабаньяс, Кускатлан и Чалатенанго.
В ответ, 11-12.11.1982 правительственные войска начали крупное наступление на повстанческие районы у границы с Гондурасом (двухтысячная армия которого также разместилась вдоль границы с Сальвадором, с целью не допустить отход сил ФНОФМ на свою территорию). Операция завершилась провалом, к 23.11.1982 в департаменте Чалатенанго наступление было прекращено.
04.12.1982 на северо-востоке страны правительственные войска предприняли штурм вулкана Гуасапа в 20 км от столицы, его вершина была превращена в важную опорную базу ФНОФМ. В штурме участвовал элитный аэромобильный батальон «Рамон Бельосо» при поддержке авиации.

### 1983
4 января 1983 года началось новое наступление ФНОФМ, получившее название «Герои январской революции». По состоянию на 19 января 1983 года с начала наступления силы ФНОФМ установили контроль над 18 населёнными пунктами (из них 12 — находились на территории департамента Морасан), уничтожили 120 и взяли в плен 100 военнослужащих правительственных сил.
10-23.02.1983 в течение 13 дней продолжалась осада повстанцами города Сучитото в департаменте Кускатлан, в операции по снятии блокады участвовали 3 тыс. военнослужащих правительственных войск.
В конце июля 1983 года США установили контроль за побережьем Сальвадора, это осложнило снабжение повстанцев.
В ответ на вторжение США на Гренаду, 31.10.1983 силы ФНОФМ провели наступательную операцию «Янки — вон из Гренады и Центральной Америки».
30-31.12.1983 — ночная атака на гарнизон Эль-Параисо, четвёртого по величине города страны. 50 сапёров-«коммандос» ФНОФМ скрытно проникли на военную базу в Эль-Параисо и атаковали казармы 4-й пехотной бригады одновременно с массированной атакой регулярных сил ФНОФМ периметра базы. После этого повстанцы заняли и в течение 12 часов удерживали Эль-Параисо.

### 1984—1986
На рубеже 1984—1985 гг. ФНОФМ принял на вооружение новую тактику «продолжительной войны на истощение противника», с акцентом на беспокоящие действия мелких подразделений и минную войну. Параллельно, в течение 1987—1988 гг. шла подготовка к «стратегическому контрнаступлению». Весной в составе правительственных войск был создан батальон «Рональд Рейган» под командованием подполковника Хорхе Адальберто Круса, близкого соратника майора д’Обюссона — резко интенсифицировавший контрповстанческие операции в департаменте Морасан.
10 сентября 1985 партизанами ФНОФМ были похищены дочь президента Инес Гвадалупе Дуарте Дюран и её подруга. 24 октября 1985 после переговоров с представителями ФНОФМ правительство освободило 22 партизана и разрешило покинуть страну 101 раненому партизану, а ФНОФМ отпустил похищенных им 25 мэров и местных чиновников, а также дочь президента и её подругу.

### 1987—1989
31 марта 1987 г. 50 «коммандос» ФНОФМ при поддержке местных сил атаковали казармы 4-й пехотной бригады в Эль-Параисо (вторую по размерам военную базу в стране, где находились 250 солдат), в ходе атаки были убиты и ранены до 100 военнослужащих правительственной армии, убит военный советник США — «зелёный берет». Кроме того, значительное количество солдат и призывников, находившихся на базе, были захвачены в плен или ушли вместе с повстанцами. Позднее, правительство официально признало, что в ходе атаки погибли 69 и были ранены ещё 60 военнослужащих правительственной армии. В гарнизонном гараже были сожжены армейские грузовики. Одновременно с атакой гарнизона, силы ФНОФМ атаковали ещё 11 объектов на территории страны, что не позволило правительственным силам своевременно перебросить подкрепления.
В ноябре 1987 года конгресс США отметил, что объём помощи США правительству Сальвадора превышает размеры бюджета страны.
22 декабря 1987 года правительственная армия начала масштабное наступление («План М»), в ответ, 24 декабря 1987 года силы ФНОФМ атаковали город Сьюдад-Барриос.
13 сентября 1988 года силы ФНОФМ атаковали штаб 4-й пехотной бригады в Эль-Параисо в то время, когда в здании находились военные советники США. В ходе боя погибли 5 повстанцев ФНОФМ и 16 солдат правительственной армии. Правительство США официально признало, что в ходе боя американские военные советники вели огонь по повстанцам из автоматов М-16.
10 ноября 1989 года США выделили 85 млн долларов на оказание военной помощи правительству Сальвадора.
«Стратегическое контрнаступление» («Plan Fuego») продолжалось с 11.11.1989 по 12.12.1989. Особенно ожесточёнными были бои в городах, в ходе которых правительственные войска применяли авиацию и тяжёлое оружие (артиллерию, миномёты) по занятым повстанцами жилым кварталам.
В ходе «стратегического наступления», повстанцы ФНОФМ атаковали столичный отель «Шератон», в котором находились 12 военных советников США, однако после 28-часовой осады было заключено временное перемирие и «зелёные береты» сумели покинуть здание. Чтобы освободить блокированных в отеле американцев, правительство США отправило в Сальвадор спецподразделение «Дельта».

### 1990—1991
16 января 1991 президент США Дж. Буш подписал решение о предоставлении правительству Сальвадора в течение 60 дней после подписания решения дополнительной военной помощи на сумму 42,5 млн долларов США.
15 ноября 1991 года ФНОФМ объявил о прекращении огня с целью начать мирные переговоры, но уже 16 ноября 1991 года несколько сотен солдат правительственных войск начали новое наступление на районы, находившиеся под контролем ФНОФМ.
В частности, 16-20 ноября 1991 около 600 солдат из батальона «Liberty» 1-й армейской бригады и 40 военнослужащих батальона «Атлакатль» предприняли ограниченное наступление на «анклав» ФНОФМ в окрестностях вулкана Гуасапа недалеко от города Сучитото. Несмотря на несколько перестрелок и боевых столкновений, расстановка сил в регионе осталась прежней.

## Переговорный процесс и мирные соглашения
15 октября 1984 в городе Ла Пальма состоялась первая встреча представителей ФНОФМ и правительства, но стороны не пришли к соглашению.
В 1987 году ФНОФМ и РДФ снова выступили с предложением о начале переговоров. Повстанцы предложили прекратить бомбардировки населённых пунктов, использование дальнобойной артиллерии и всех видов мин с целью уменьшить потери среди мирного населения. Кроме того, они потребовали вывести из страны американских советников, обеспечить невмешательство США во внутренние дела страны, освободить политзаключённых, искоренить практику пыток, похищений и преследование оппозиционных деятелей.
7 августа 1987 года в Гватемале президенты пяти центральноамериканских республик подписали соглашение «Пути установления прочного и длительного мира в Центральной Америке», что заставило правительство Дуарте объявить амнистию политзаключённым. Начались контакты с представителями ФНОФМ, были созданы две комиссии, одна из которых должна была контролировать поэтапное прекращение огня обеими сторонами, а другая — выполнение остальных пунктов гватемальских соглашений.
23 октября 1987 года при посредничестве архиепископа Артуро Ривера-и-Дамаса на территории военной базы в Венесуэле состоялась встреча представителей ФНОФМ и правительства Х. Н. Дуарте, но переговоры завершились безрезультатно. Тем не менее, было достигнуто соглашение о проведении следующей встречи 30 октября 1987 года в Мехико.
Но 26 октября 1987 года неизвестными был застрелен Эрнесто Анайя, председатель комиссии по правам человека в Сальвадоре и в начале ноября 1987 дальнейшие переговоры были прекращены.
25 февраля 1990 года в Никарагуа состоялись свободные выборы президента и Национальной ассамблеи, сандинисты, оказывавшие поддержку ФНОФМ, потерпели поражение. 13 марта 1990 года представители ФНОФМ объявили о прекращении атак объектов гражданской инфраструктуры и сообщили о том, что готовы начать переговоры с правительством
В сентябре 1990 года в Сан-Хосе состоялась ещё одна встреча, но после шести дней переговоров стороны не пришли к соглашению и приняли решение перенести встречу на более поздний срок.
9 марта 1991 года ФНОФМ объявил о трёхдневном перемирии на время проведения выборов в парламент страны. Это было первое перемирие, объявленное в период с начала войны.
В июле 1991 года в Сальвадор прибыли наблюдатели ООН, остававшиеся в стране до апреля 1995 года.
31 декабря 1991 в Чапультепекском дворце в Мехико, при посредничестве ООН, представители правительства и повстанцев подписали соглашения об окончании гражданской войны.
1 февраля 1992 началось 9-месячное прекращение огня.
В 1993 году была объявлена амнистия для участников войны, проведена земельная реформа (в результате которой 39 тыс. крестьян и бывших солдат получили земельные участки).
15 декабря 1993 — день официального окончания войны.

## Жертвы
Конфликт отличался ожесточённостью, общее количество жертв оценивается в 75 тысяч человек и основную часть из них составляли мирные жители. По данным архиепископа Сан-Сальвадора, только на начальном этапе, с октября 1979 г. до декабря 1980 г. 8660 мирных жителей погибли в результате действий «эскадронов смерти», ещё 4400 — от ударов авиации.

## Внешнее вмешательство
Повстанцев-марксистов поддерживало правительство соседнего государства — Никарагуа, а военных руководителей Сальвадора — правительства США, Израиля и Венесуэлы.
Опасавшееся возникновения «второй Никарагуа», правительство США оказывало значительную организационную, финансовую, материальную и военную помощь правительству Сальвадора. В 1981 году администрация Р. Рейгана провозгласила Сальвадор «полем сражения с международным коммунизмом». Только в 1983—1985 гг. правительство Сальвадора получило свыше 1 млрд долларов. Дополнительно США предоставляли вооружение и военное снаряжение для переформирования правительственных войск. В результате в 1981—1988 годы численность вооружённых сил Сальвадора возросла с 25 тыс. до 57 тыс. военнослужащих, полицейские силы увеличились с 10 тыс. до 12 тыс. (4,2 тыс. бойцов Национальной гвардии, до 6 тыс. сотрудников городской полиции, до 2,4 тыс. сотрудников сельской и таможенной полиции).
В ноябре 1979 года в Сальвадор прибыла миссия MTT (Mobile Training Team) в составе шести человек, для обучения правительственных сил безопасности борьбе с массовыми беспорядками.
7 января 1980 года в Сальвадор были направлены первые 19 военных советников США (Operational and Planning Assistance Team), впоследствии их количество было увеличено — сначала до 55 (количество, разрешённое конгрессом США), а к 1987 году их было свыше 150, при этом часть официально не считались военнослужащими (чтобы обойти установленное конгрессом ограничение). В частности, в число 55 военных советников и инструкторов не были включены медицинские инструкторы, морские пехотинцы из подразделения охраны посольства США в Сальвадоре, экипажи вертолётов, официальные представители министерства обороны США и вспомогательный персонал военной миссии США в Сальвадоре.
- в июле 1987 года, в ходе слушаний по делу «иран-контрас» стало известно о том, что в период до 1985 года подготовленные ЦРУ США агенты были включены в состав обученных сотрудниками ЦРУ «подразделений дальней разведки», которые действовали в глубине территорий, контролируемых повстанцами ФНОФМ. Эти агенты ЦРУ также не были включены в число 55 военных советников и инструкторов США в Сальвадоре[59].

Территория страны была разделена на шесть «военных зон», в каждой из которой размещалась одна армейская бригада — при штабе каждой бригады находились три американских военных советника. Повышением эффективности работы местных разведывательных органов — «Агентства безопасности Сальвадора» (АНСЕСАЛ), впоследствии «Агентства национальной информации» (АНИ) занимались свыше 30 штатных сотрудников ЦРУ США.
Для борьбы с силами ФНОФМ в приграничной зоне США создали «мобильную армейскую группу» из военнослужащих Гватемалы и Гондураса, которая под руководством американских офицеров наносила удары по местам концентрации партизан на территории Сальвадора с территории Гондураса.
С февраля 1984 года самолёты ВВС США начали регулярные разведывательные полёты над территорией Сальвадора с предоставлением информации правительственным силам (ранее такие операции носили эпизодический характер). В октябре 1984 года США признали, что ведут в Сальвадоре круглосуточную разведку — особенно провинций, контролируемых ФНОФМ.
Всего, в военно-гражданских операциях США на территории Сальвадора участвовало свыше 5 тыс. граждан США, в 1996 году право на награждение медалью «Armed Forces Expeditionary Medal» получили военнослужащие США, которые участвовали в операциях США на территории Сальвадора в период с 1 января 1981 года до 1 февраля 1992 года
- по официальным данным, в период с 20 января 1981 по 4 января 1991 в Сальвадоре были убиты 17 военнослужащих и сотрудников спецслужб США[66].
- 25 февраля 1991 в результате технической неисправности в озеро Илопанго рухнул вертолёт UH-1H армии США, погибли 5 военнослужащих США, находившихся на борту[67].

Таким образом, общее количество потерь США в Сальвадоре составляет не менее 22 человек убитыми. Потери Гондураса составили не менее 14 военнослужащих убитыми.
Военную помощь оказывали также Израиль и Венесуэла.
- полковник армии Сальвадора, заместитель министра внутренних дел Rene Fransisco Guerra y Guerra сообщил в интервью, что израильские советники начали обучение сотрудников сальвадорской спецслужбы ANSESAL ещё в 1970-е годы и в 1980-е годы обучение продолжалось[68].
- прибывшие в Сальвадор военные инструкторы из Венесуэлы обучили личный состав двух батальонов лёгкой пехоты по 320 военнослужащих каждый («Cuzcatlan» и «Pipil»). Подготовка батальонов была завершена в октябре 1982 года[69]

## Отражение в литературе и искусстве
- Сальвадор (фильм, 1986)
- Невинные голоса (фильм, 2004)